# Karampur
Karampur é uma cidade do Paquistão localizada na província de Punjab.